# Câmpofeni, Gorj
Câmpofeni este un sat în comuna Arcani din județul Gorj, Oltenia, România.

## Obiective turistice
Biserica “Sf. Nicolae” (1708-1710). Ansamblu de pictură murală de la sfârșitul secolului XIX. Decorații remarcabile in lemn.

 Acest articol despre o localitate din județul Gorj este deocamdată un ciot. Puteți ajuta Wikipedia prin completarea lui.